# Anastrozole
Anastrozole, được bán dưới tên thương hiệu Arimidex và một số thương hiệu khác, là một loại thuốc được sử dụng ngoài các phương pháp điều trị khác cho bệnh ung thư vú. Cụ thể nó được sử dụng cho ung thư vú dương tính với thụ thể hormone. Nó cũng đã được sử dụng để ngăn ngừa ung thư vú ở những người có nguy cơ cao. Anastrozole được đưa vào cơ thể thông qua đường miệng.
Các tác dụng phụ thường gặp bao gồm nóng bừng, thay đổi tâm trạng, đau khớp và buồn nôn. Tác dụng phụ nghiêm trọng bao gồm tăng nguy cơ bệnh tim và loãng xương. Sử dụng thuốc trong khi mang thai được khẳng định là gây hại cho em bé. Anastrozole thuộc nhóm thuốc ức chế aromatase. Nó hoạt động bằng cách ngăn chặn việc tạo ra estrogen.
Anastrozole đã được cấp bằng sáng chế vào năm 1987 và được chấp thuận cho sử dụng y tế vào năm 1995. Nó nằm trong Danh sách các loại thuốc thiết yếu của Tổ chức Y tế Thế giới, các loại thuốc hiệu quả và an toàn nhất cần thiết trong một hệ thống y tế. Anastrozole có sẵn dưới dạng thuốc gốc. Chi phí bán buôn ở các nước đang phát triển là khoảng 1,92 đến 30,60 USD một tháng. Tại Hoa Kỳ, chi phí bán buôn là khoảng 3,81 USD mỗi tháng.

## Cơ chế
Anastrozole hoạt động bằng cách đảo ngược ràng buộc với enzyme aromatase, và thông qua ức chế cạnh tranh ngăn chặn sự chuyển đổi của androgen thành estrogens trong các mô ngoại vi (extragonadal).